# 置行堀

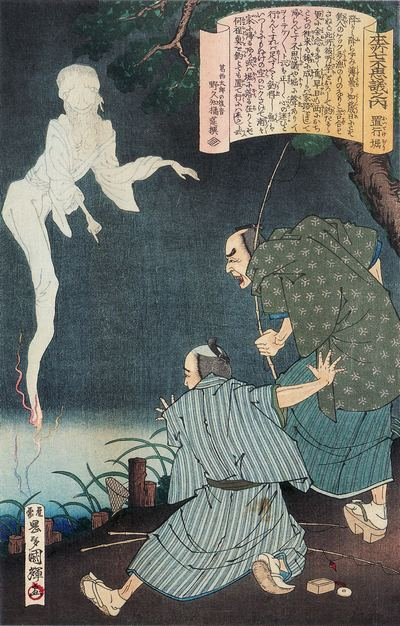
『本所七不思議之内 置行堀』三代目 歌川国輝・画

置行堀（おいてけぼり、おいてきぼり）は、本所（東京都墨田区）を舞台とした本所七不思議と呼ばれる奇談・怪談の1つで、全エピソードの中でも落語などに多用されて有名になった。置き去りを意味する「置いてけぼり」の語源とされる。亀戸（東京都江東区）を舞台とすることもある（江東区立第三亀戸中学校のあたりなど）。

## 概要
江戸時代の頃の本所付近は水路が多く、魚がよく釣れた。ある日仲の良い町人たちが錦糸町あたりの堀で釣り糸を垂れたところ、非常によく釣れた。夕暮れになり気を良くして帰ろうとすると、堀の中から「置いていけ」という恐ろしい声がしたので、恐怖に駆られて逃げ帰った。家に着いて恐る恐る魚籠を覗くと、あれほど釣れた魚が一匹も入っていなかった。
この噺には他にも
- 「現場に魚籠を捨てて逃げ帰り、暫くして仲間と一緒に現場に戻ったら魚籠の中は空だった」
- 「自分はすぐに魚籠を堀に投げて逃げたが、友人は魚籠を持ったまま逃げようとしたところ、水の中から手が伸びてきて友人を堀に引きずり込んで殺してしまった」
- 「釣り人以外にも、魚を持って堀を通りかかった人が魚を奪われた[1]」
- 「声を無視していると金縛りに遭った[2]」
- 逃げた先でのっぺらぼうなどのさらなる怪異に遭遇した

などの派生した物語が存在する。
東京の堀切駅近くの地にもかつて置いてけ堀と呼ばれる池があり、ここで魚を釣った際には3匹逃がすと無事に帰ることができるが、魚を逃がさないと道に迷って帰れなくなったり、釣った魚をすべて取り返されたりするといい、千住七不思議の一つとされた。
また埼玉県の川越地方にも「置いてけ堀」という場所があり、やはり魚が多く釣れるにもかかわらず、帰ろうとすると「置いてけ、置いてけ」との声が魚を返すまで続いたという。

## 奇談の正体

東京都墨田区江東橋の錦糸堀公園の「かっぱ像」

本所の置行堀の怪異の正体は諸説ある。根強いのは河童の仕業という説とタヌキの仕業という説である。
河童説は、本所の隅田川の他、向島の源森橋、江東橋の錦糸堀、仙台堀（現・仙台堀川）などに河童の伝承があることが根拠とされている。
タヌキ説は、隅田川の七福神めぐりの中の多聞寺に狸塚が存在することから、タヌキには存在感があることが根拠とされる。本所七不思議にはタヌキにまつわる話が他にもあり、近づいても囃子の音の主が分からないという「狸囃子」、正体をタヌキとした「燈無蕎麦」や「足洗邸」の絵双紙も描かれている。置行堀のタヌキが、足洗邸と同様に屋敷から大足を突き出す怪異を起こしたとの話もある（足洗邸#類話を参照）。
「お魚博士」として知られる水産学者の末広恭雄は置行堀を科学的な面から考察し、淡水魚のギバチが体表のトゲで大きな音を出し、実際にその音を化物と思って驚いた人がいたことから、置行堀の怪異があった時代にはそうした堀にもギバチがいたものと推測し、魚が盗まれるのは野良猫の仕業の可能性が強いと述べている。
他にもカワウソ、ムジナ、スッポンによる仕業などと様々にいわれており、追いはぎによるものという説もある。

## 史跡
付近は隅田川河口の低湿地を江戸期に拓いた開拓地で、当時も水はけが悪く葦原や淀みも多かった。奇談はその寛政年間に創作されたと言われている。
清澄通り沿いの日本大学第一高等学校前（墨田区横網）に墨田区による史跡案内板が置かれている。
墨田区江東橋の錦糸堀公園には河童像が建てられている。